# Яньчэн
Яньчэ́н (кит. упр. 盐城, пиньинь Yánchéng) — городской округ в провинции Цзянсу КНР.

## История
Ещё во времена империи Хань был создан уезд Яньду (盐渎县). Во времена империи Восточная Цзинь в 411 году он был переименован в Яньчэн (盐城县) — отсюда и идёт это название.
Во времена империи Цин в 1731 году из уезда Яньчэн был выделен уезд Фунин.
Во время Второй мировой войны эти находившиеся в японском тылу земли были взяты под контроль партизанами-коммунистами из Новой 4-й армии, которые стали создавать собственные административные структуры. В 1940 году в северо-восточной части уезда Фунин были созданы уезды Биньхай и Фудун (阜东县). В 1941 году из уезда Яньчэн был выделен уезд Цзяньян (建阳县). В 1942 году северная часть уезда Дунтай была выделена в отдельный уезд Тайбэй (台北县), а в восточной части уезда Фунин был создан уезд Шэян.
После образования КНР уезд Фудун был в 1949 году присоединён к уезду Биньхай.
В 1949 году был образован Специальный район Яньчэн (盐城专区), в состав которого вошло 7 уездов. В 1950 году в состав Специального района Яньчэн из состава Специального района Тайчжоу (泰州专区) были переданы уезды Дунтай и Тайбэй; уезд Ляньдун (涟东县) был присоединён к уезду Ляньшуй Специального района Хуайинь (淮阴专区), в результате чего в состав Специального района Яньчэн стало входить 8 уездов. В 1951 году уезд Тайбэй был переименован в Дафэн (так как в провинции Тайвань тоже имелся уезд Тайбэй), а уезд Цзяньян — в уезд Цзяньху (так как в провинции Фуцзянь тоже имелся уезд Цзяньян).
В 1954 году уезд Хуайань был передан в состав Специального района Хуайинь.
В 1966 году северная часть уезда Биньхай была выделена в отдельный уезд Сяншуй.
В 1970 году Специальный район Яньчэн был переименован в Округ Яньчэн (盐城地区).
В 1983 году Округ Яньчэн был преобразован в городской округ Яньчэн; при этом уезд Яньчэн был расформирован, а на его бывшей территории были образованы Городской район и Пригородный район.
В 1987 году уезды Дунтай и Дафэн были преобразованы в городские уезды.
В 1996 году был расформирован Пригородный район, а на его месте был создан уезд Яньду (盐都县).
В 2003 году Городской район был переименован в район Тинху, а уезд Яньду был преобразован в район городского подчинения.
В 2015 году городской уезд Дафэн был преобразован в район городского подчинения.

## Административно-территориальное деление
Городской округ Яньчэн делится на 3 района, 1 городских уезда, 5 уездов:
| Карта                                                      | Статус  | Название | Иероглифы      | Пиньинь | Площадь (км²) | Население (2011) |
| ---------------------------------------------------------- | ------- | -------- | -------------- | ------- | ------------- | ---------------- |
| Тинху Яньду Дафэн Дунтай Сяншуй Биньхай Фунин Шэян Цзяньху |         |          |                |         |               |                  |
| Район                                                      | Тинху   | 亭湖区   | Tínghú qū      | 953     | 910 000       |                  |
| Район                                                      | Яньду   | 盐都区   | Yándū qū       | 1050    | 1 050 000     |                  |
| Район                                                      | Дафэн   | 大丰区   | Dàfēng qū      | 3059    | 725 000       |                  |
| Городской уезд                                             | Дунтай  | 东台市   | Dōngtái shì    | 3221    | 1 130 000     |                  |
| Уезд                                                       | Сяншуй  | 响水县   | Xiǎngshuǐ xiàn | 1461    | 610 000       |                  |
| Уезд                                                       | Биньхай | 滨海县   | Bīnhǎi xiàn    | 1915    | 1 200 000     |                  |
| Уезд                                                       | Фунин   | 阜宁县   | Fùníng xiàn    | 1439    | 1 100 000     |                  |
| Уезд                                                       | Шэян    | 射阳县   | Shèyáng xiàn   | 2752    | 950 000       |                  |
| Уезд                                                       | Цзяньху | 建湖县   | Jiànhú xiàn    | 1160    | 804 000       |                  |

## Экономика

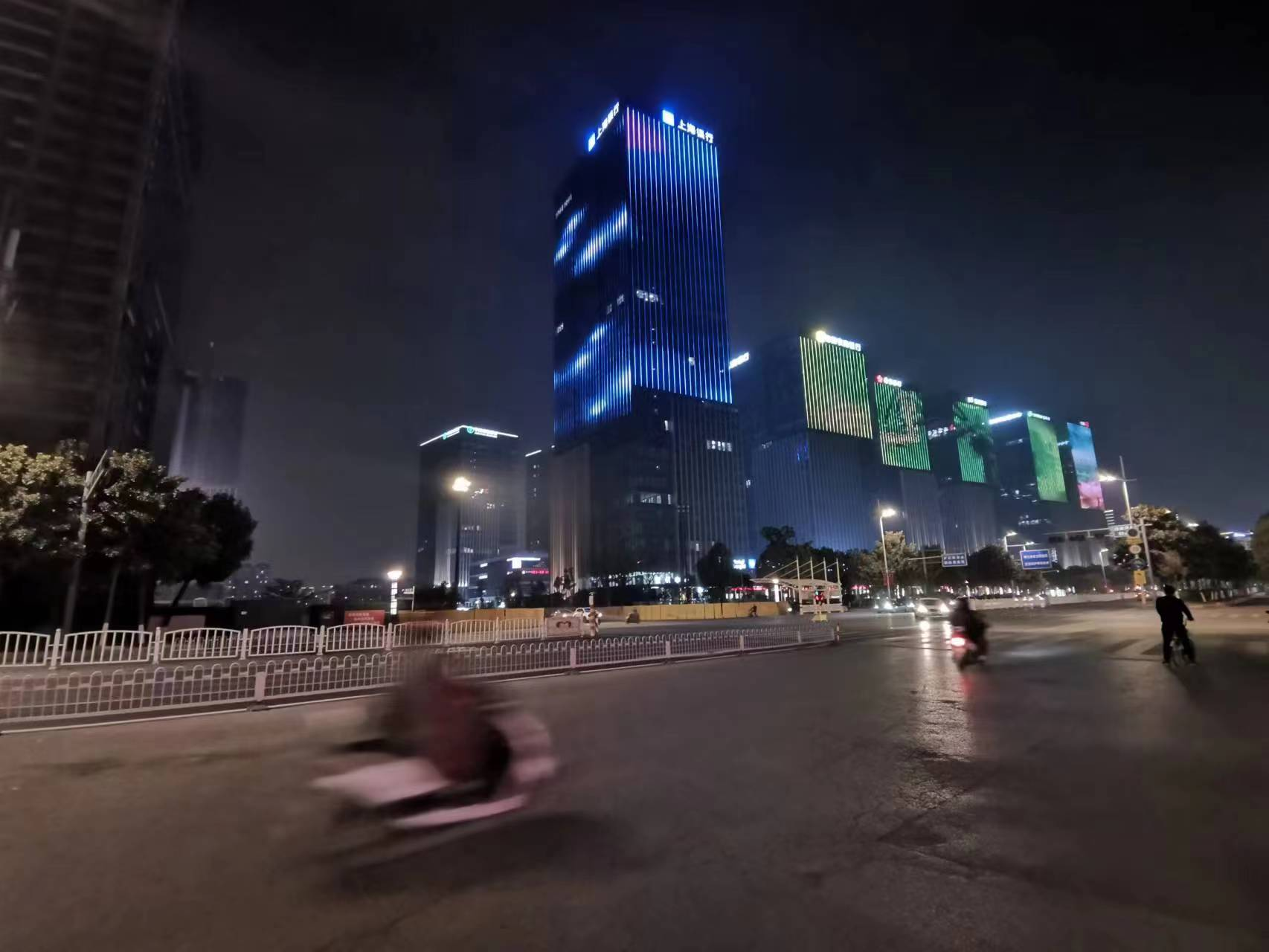
Местный офис Bank of Jiangsu

Яньчэн является крупнейшим в Китае промышленным кластером морской ветроэнергетики; по состоянию на 2024 год здесь было сосредоточено более 40 крупных предприятий, на долю которых приходилось около 40 % общенационального производства ветроэнергетических установок.
В Яньчэне расположены автосборочный завод Jiangsu Yueda Kia Motors (совместное предприятие компаний Kia Motors и Yueda Group), заводы ветрогенераторов CRRC Group и Goldwind (большинство предприятий сконцентрированы в ветроэнергетическом индустриальном парке в зоне экономического развития района Дафэн).
Порт Хуанша является крупным рыбопромысловым комплексом (разгрузка рыболовецких судов, рыбный рынок и рыбные склады). 

### Энергетика
Вдоль побережья активно развивается ветроэнергетика. По состоянию на 2024 год в Яньчэне работало 23 морских ветропарка суммарной мощностью более 5,54 млн кВт, что составляло 46,9 % от мощности всех ветропарков провинции и 14,9 % общенациональных показателей. В 2023 году объем произведенной здесь «зеленой» электроэнергии достиг 14,81 млрд кВт-ч.

### Туризм
В прибрежных районах Желтого моря развит экологический туризм, в том числе наблюдение за птицами в заповеднике.

## Транспорт

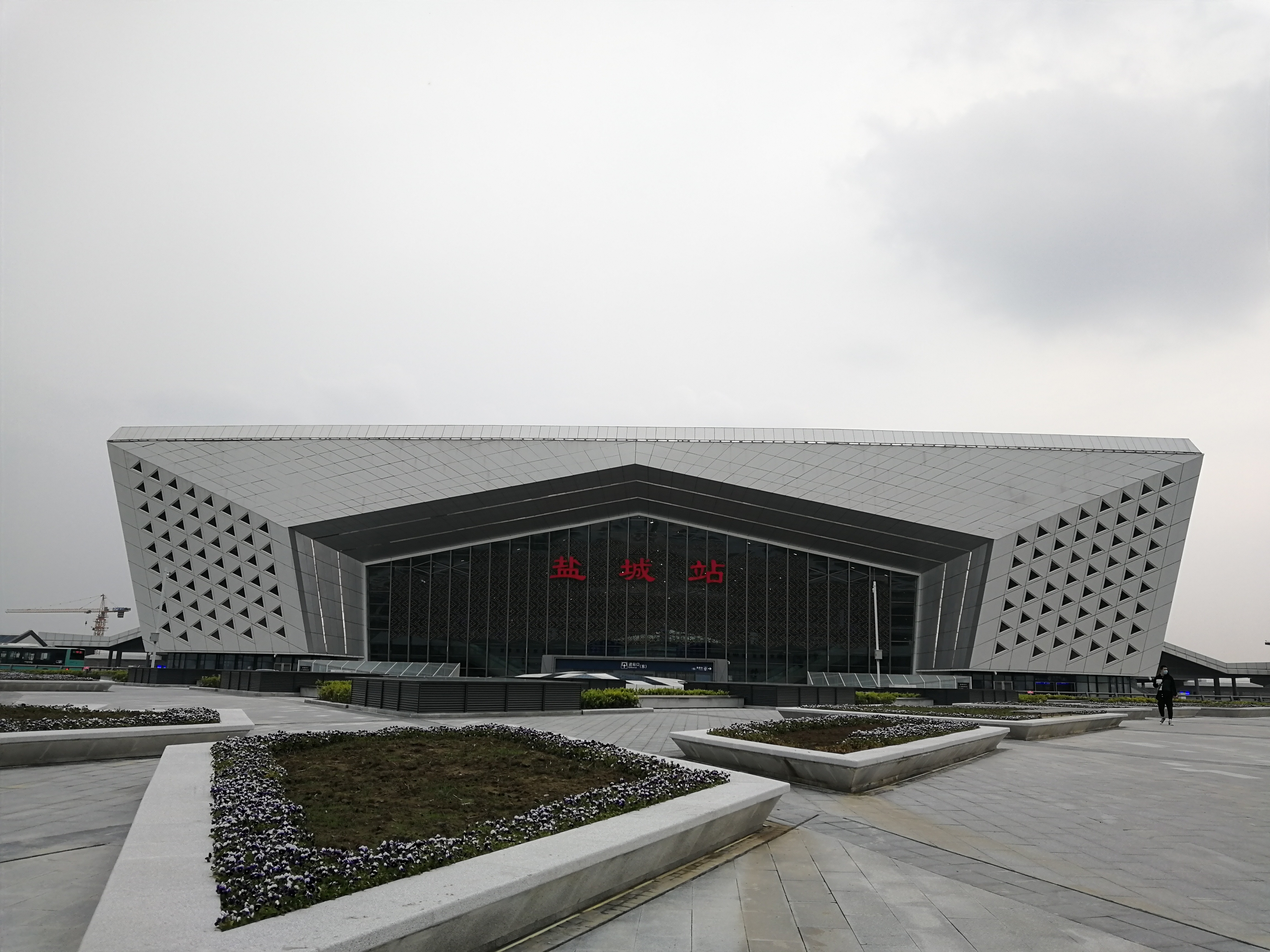
Вокзал Яньчэн

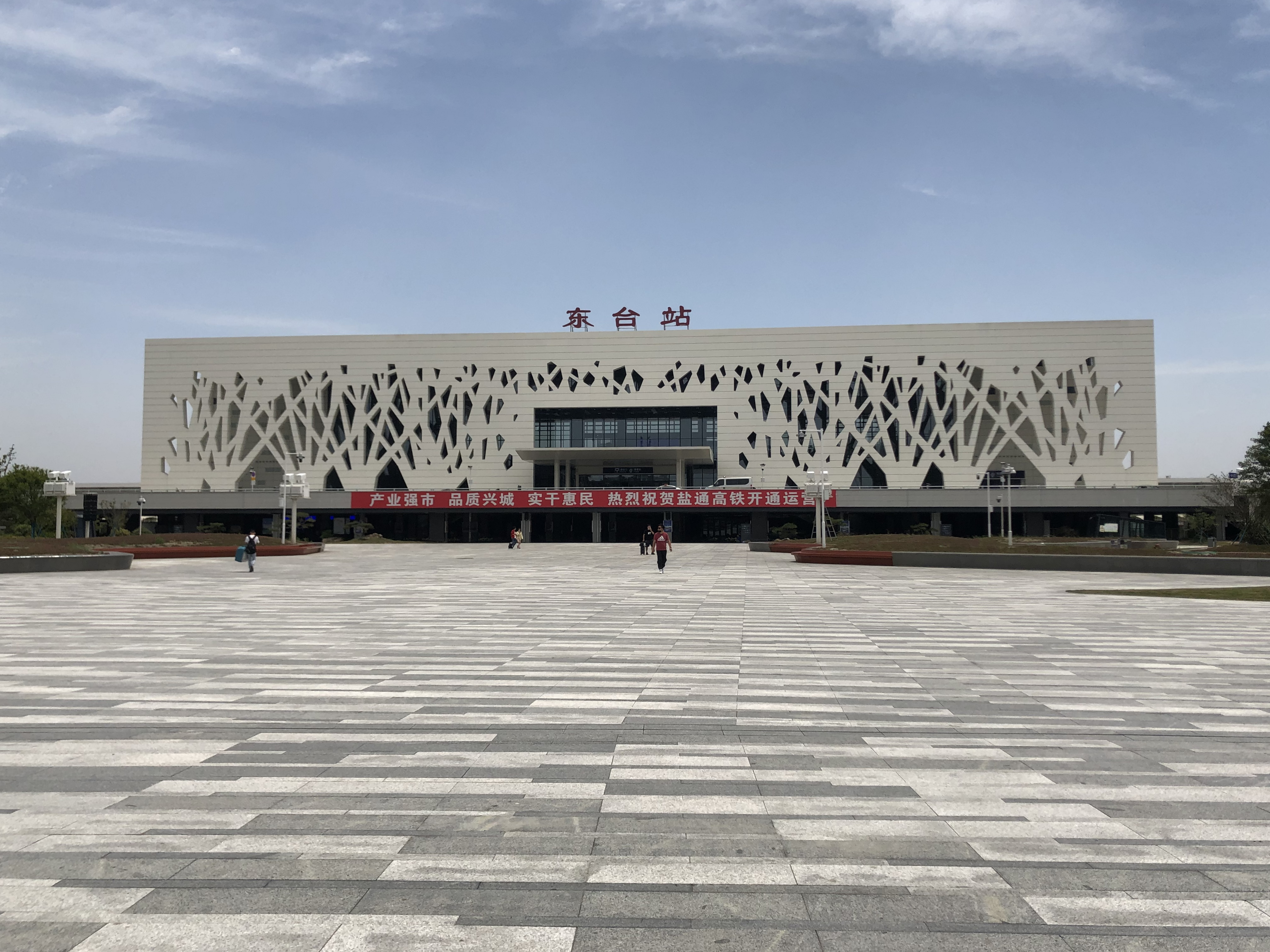
Вокзал Дунтай

Округ обслуживает международный аэропорт «Яньчэн». В портовой зоне Яньчэна (Green Energy Port) построено хранилище сжиженного природного газа компании CNOOC Gas and Power Group общей вместимостью 2,5 млн кубометров. База подключена к основным газопроводам страны и обеспечивает поставки в провинции Цзянсу, Хэнань, Аньхой и Шаньдун.

## Города-побратимы
- Италия: Кьети
- Республика Корея: Намвон
- Румыния: Дева
- Япония: Касима
- США: Сан-Диего
- Россия: Орехово-Зуево